# Robin Cook (escritor)
Robin Cook (n. como Robert Brian Cook el 4 de mayo de 1940 en Nueva York) es un médico y novelista estadounidense que escribe sobre medicina y temas que afectan la salud pública.
Es conocido por combinar escritura médica con el género thriller. Muchos de sus libros han estado en la lista de superventas del New York Times, y varios también han aparecido en Reader's Digest. Sus libros han vendido cerca de 100 millones de copias a nivel mundial.

## Biografía
Cook creció en Queens, Nueva York, y se mudó a Leonia, Nueva Jersey cuando tenía ocho años, en donde tuvo por primera vez el "lujo" de tener su propio cuarto. Se graduó en la Universidad Wesleyana en Middletown y en la Universidad de Columbia para Médicos y Cirujanos, y terminó su postgrado médico entrenando en Harvard.
Cook dirigió el laboratorio de gasometría arterial de la Cousteau Society en el sur de Francia. Luego se convirtió en un aquanaut (un médico submarino) en el programa SEALAB de la Armada de los Estados Unidos cuando fue reclutado en 1969. Cook sirvió en la Marina desde 1969 hasta 1971, alcanzando el grado de capitán de corbeta. Escribió su primera novela, Year of the Intern, mientras servía en el submarino Polaris USS '.

### Vida privada
Divide su tiempo entre sus casas en Boston y Naples, Florida, en donde vive con su esposa, Jean, y su hijo. Ha combinado exitosamente los hechos médicos con fantasía para producir una serie de libros más vendidos. Los thrillers médicos de Cook son diseñados, en parte, para mantener al público al tanto de las posibilidades tecnológicas de la medicina moderna y de los consiguientes problemas éticos y sociales.

### Asociaciones
Cook es un miembro privado de la Junta Directiva del Centro Internacional para Académicos Woodrow Wilson. La Junta Directiva, presidida por Joseph B. Gildenhorn, es designada por un plazo de seis años por el presidente de Estados Unidos.

## Novelas
Las novelas de Cook han anticipado una controversia nacional. El entrevistador Stephen McDonald habló con él sobre su novela Shock; Cook admite que la sincronización de Shock fue fortuita. "Supongo que podrías decir que es como Coma en que se lidia con un problema que todos parecen estar preocupados," dijo, "Escribí este libro para dirigir el tema de las célula madre, que el público de verdad no sabe nada sobre ello. Además de entretener a los lectores, mi meta principal es que la gente se interese en algunos de estos problemas, porque es el público que últimamente debería decidir de qué forma abordar algo tan ético como cuestionar la investigación con células madres."
Hasta la fecha, ha explorado temas como donación de órganos, ingeniería genética, reproducción asistida, fecundación in vitro, negligencia médica, turismo de salud, y trasplantes.
Bromeo con que si mis libros se dejan de vender, siempre puedo recurrir a la cirugía cerebral," dice. "Pero sigo interesado en ello. Si tuviera que hacerlo de nuevo, seguiría estudiando medicina. Pienso en mí mismo como un doctor que escribe, en lugar de un escritor que es un doctor." Explicó la popularidad de sus trabajos: "La razón principal es, que todos nos damos cuenta que estamos en peligro. Todos vamos a ser pacientes alguna vez," dice. "Puedes escribir sobre grandes tiburones blancos o casas encantadas, y puedes decir que no iré al océano o no iré a casas encantadas, pero no puedes decir que no irás a un hospital.
Cook dice que decidió escribir thrillers porque el foro le da "una oportunidad para que el público se interese sobre la medicina que no parecen conocer. Creo que mis libros están enseñándole a la gente."
El autor admite que nunca pensó que iba a tener tanto material para trabajar cuando comenzó a escribir ficción en 1970. "Si intentara ser el escritor que soy hoy hace unos años atrás, no tendría mucho de qué escribir. Pero hoy, con el ritmo de cambiar en la investigación biomédica, hay una serie de temas diferentes, y nuevos que están por venir."

## Adaptaciones al cine y televisión
Coma fue hecha película (dirigida por el fallecido Michael Crichton), como también La esfinge protagonizada por Lesley-Anne Down y Frank Langella; y otras novelas de Cook también han sido producciones de televisión. En diciembre de 1993, CBS - TV emitió Harmful Intent; en noviembre de 1994, NBC - TV emitió Mortal Fear; en mayo de 1995, NBC - TV emitió Virus, basada en Outbreak, y en febrero de 1996, NBC - TV emitió Terminal. En 2008, una precuela de Cook, Foreign Body fue producida como una webserie de 50 episodios. Además de Invasion, NBC - TV tiene otras dos novelas de Cook en producción.